# Linh lăng biển

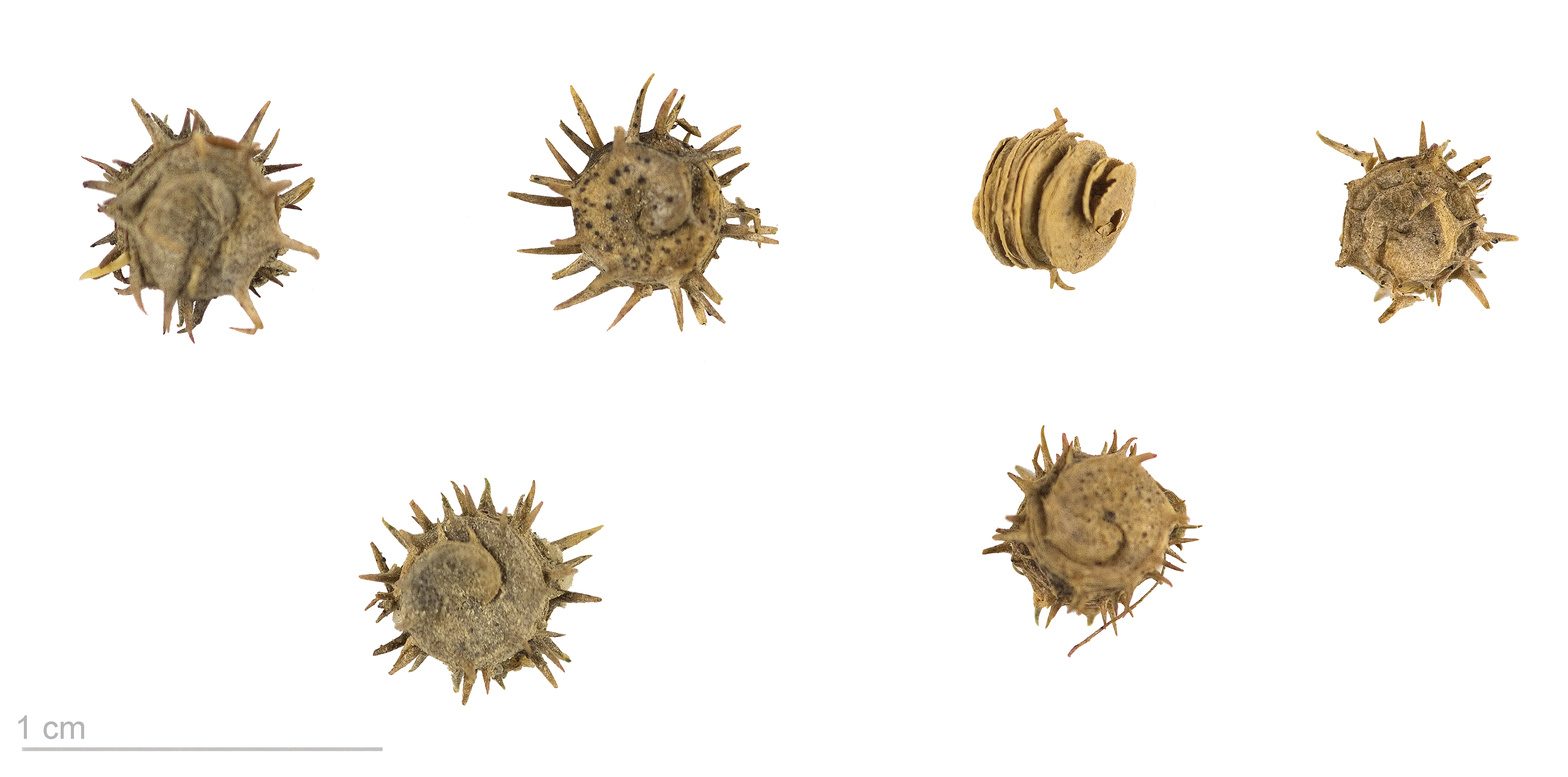
Medicago marina

Linh lăng biển (danh pháp hai phần: Medicago marina) là một loài thực vật trong chi Medicago. Nó là bản địa của bồn địa Địa Trung Hải nhưng hiện nay được tìm thấy rộng khắp thế giới. Nó tạo thành quan hệ cộng sinh với vi khuẩn Sinorhizobium meliloti, loài có khả năng cố định đạm.

## Hình ảnh

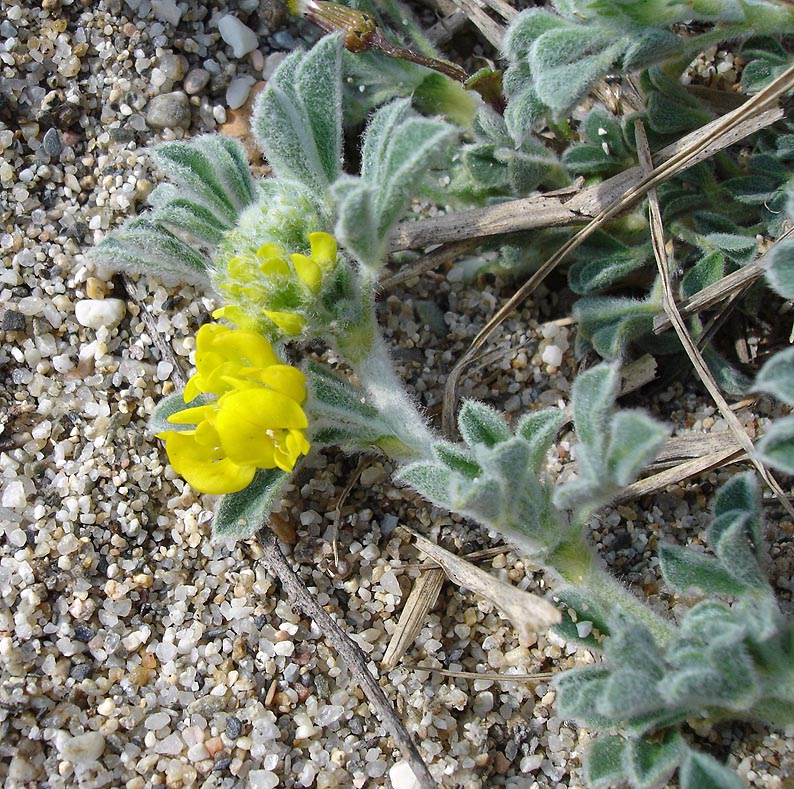
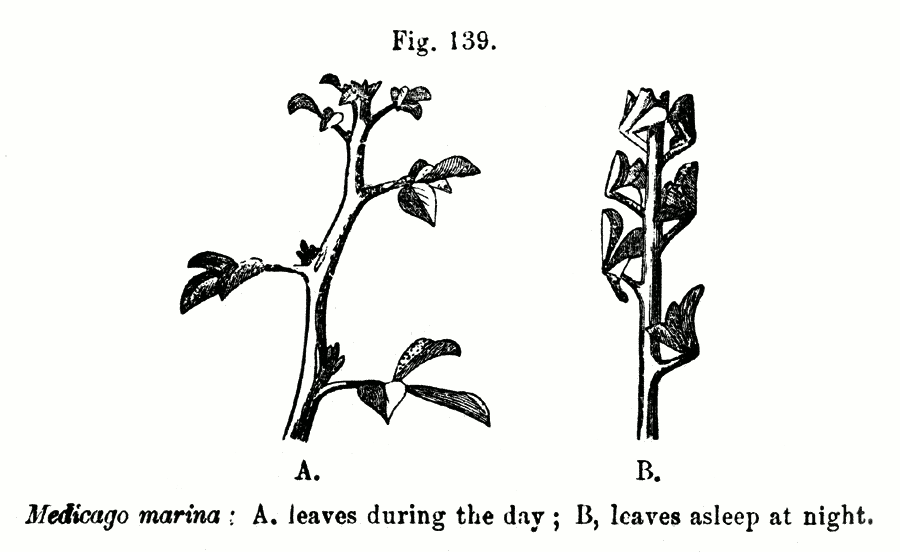
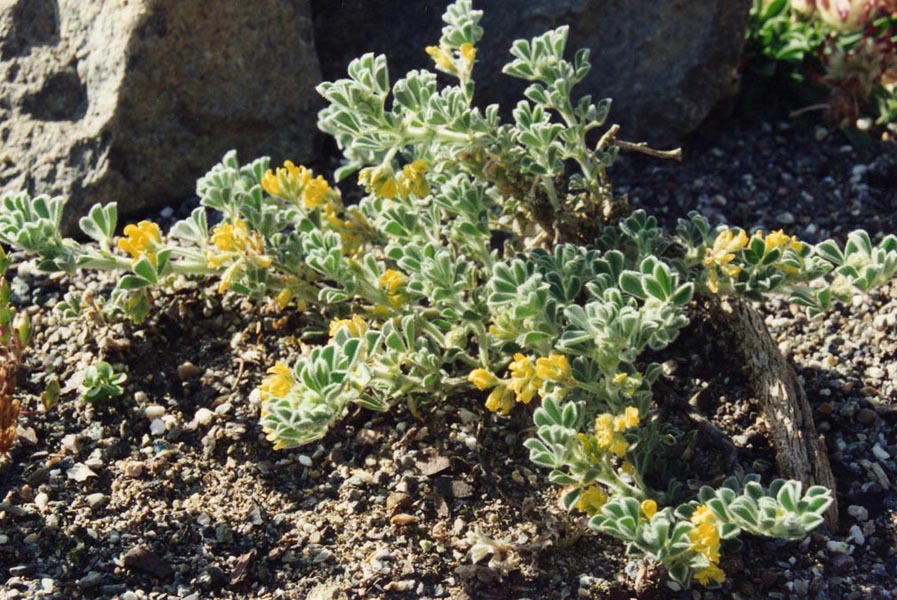
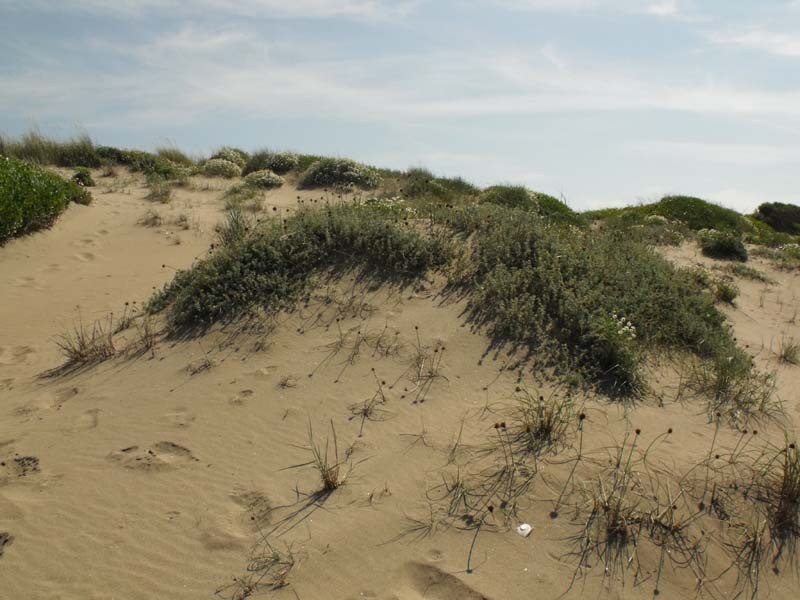